# 3615 Сафронов
3615 Сафронов (3615 Safronov) — астероїд головного поясу, відкритий 29 листопада 1983 року.
Тіссеранів параметр щодо Юпітера — 3,190.